# Obediencia Debida (álbum)
Obediencia debida, con un sonido marcadamente pop de los años 1980. Ya desde su título, el disco refleja la realidad política y social que vivía la Argentina en 1986 con canciones como "País de Cadáveres" y el propio "Obediencia debida". Por aquellos días, el gobierno del presidente de la República Argentina Raúl Alfonsín promovía las leyes de "Punto final" y "Obediencia debida" para juzgar la responsabilidad de los militares vinculados con la última dictadura.
El disco y la banda consiguieron un gran éxito en Latinoamérica, especialmente en Perú, donde se transforma en disco de oro.

## Descripción
Originado como un dúo integrado por Kevin Johansen (que naciera en Alaska pero se criara en Argentina) y Julián Benjamín, suman a Fernando Samalea en batería, Daniel Krouse en bajo, Alejandro Terán en clarinete, Sebastián Schon en saxo alto y Axel Krygier en flauta traversa para terminar de conformar la banda. La grabación de un demo, que obtiene buena repercusión, les da la oportunidad de grabar su primer disco.  
Grabado y mezclado en estudio "Del Cielito", Castelar, Provincia de Buenos Aires, entre junio y octubre de 1985.
Publicado el 17 de abril de 1986. Su distribución se realizó en formato disco de vinilo y casete.

## Lista de canciones
Lado A
1. Obediencia Debida (Benjamín, Johansen y Krouse) - 03:51
2. De Cama En Cama (K. Johansen) - 03:39
3. Que Tiren La Bomba (J.Benjamín y K. Johansen) - 02:56
4. Te Pido Una Noche (J.Benjamín y K. Johansen) - 02:15
5. Composición, Tema: Los Ñoquis Del 29 (J.Benjamín y K. Johansen) - 03:04

Lado B
1. La chica tartamuda (J.Benjamín y K. Johansen) - 02:29
2. País de cadáveres (J.Benjamín y K. Johansen) - 04:05
3. Vividor (J.Benjamín y K. Johansen) - 03:18
4. Atravesándome la sien (J.Benjamín y K. Johansen) - 03:58

## Músicos
- Julián Benjamín: teclados, voz
- Kevin Johansen: guitarras, voz
- Daniel Krause: bajo
- Fernando Samalea: batería
- Alejandro Terán: clarinete
- Sebastian Schon: saxo alto
- Axel Krygier: flauta traversa